# 貝特古夫林國家公園
31°35′49.06″N 34°54′2.33″E / 31.5969611°N 34.9006472°E

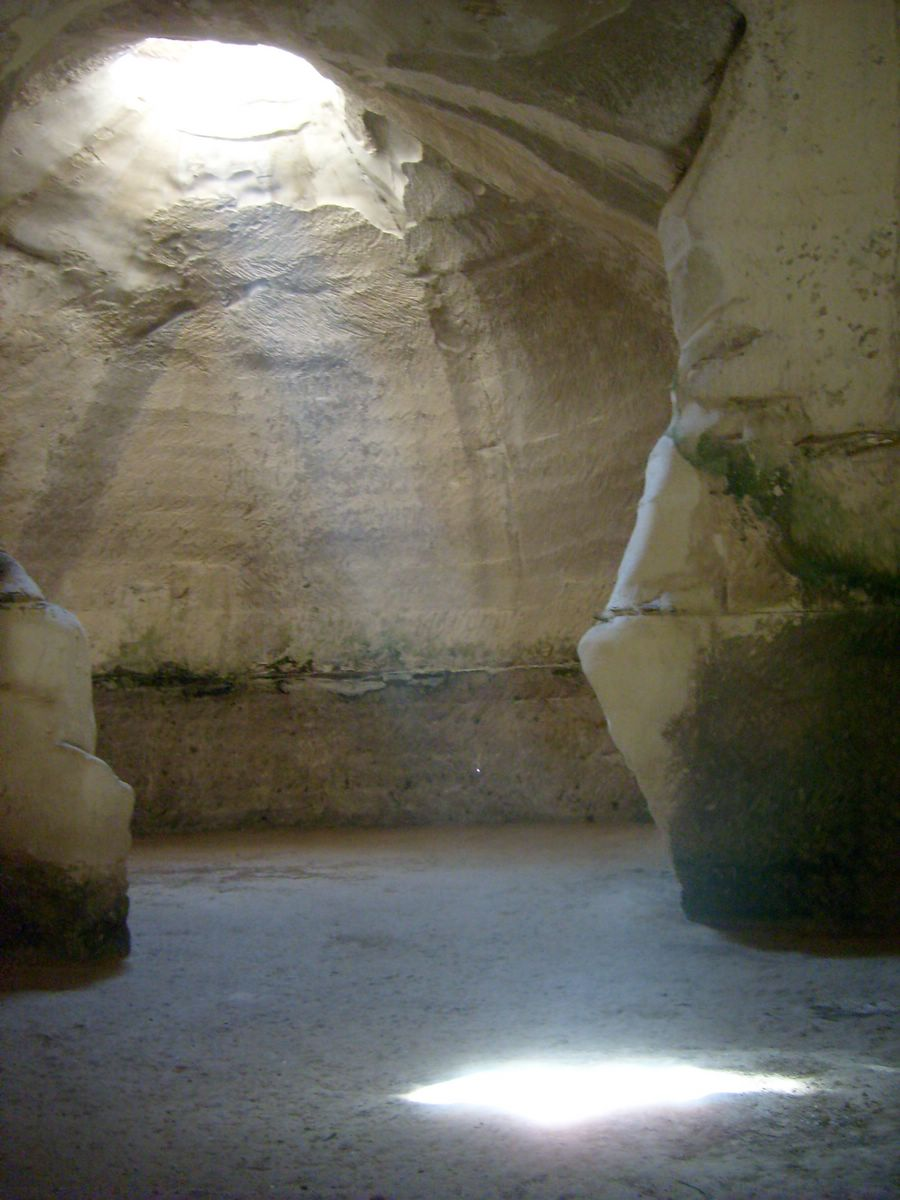

貝特古夫林國家公園是以色列的國家公園，位於該國中部，處於南部區，距離迦特鎮13公里，該地區的廢墟遺址出土考古文物包括大型猶太公墓、羅馬拜占庭式露天劇場、拜占庭式教堂、公共浴池等。